# 104
Вижте пояснителната страница за други значения на 104.
104 (сто и четвърта) година по юлианския календар е високосна година, започваща в понеделник. Това е 104-та година от новата ера, 104-та година от първото хилядолетие, 4-та година от 2 век, 4-та година от 1-вото десетилетие на 2 век, 5-а година от 100-те години. В Рим е наричана Година на консулството на Субуран и Марцел (или по-рядко – 857 Ab urbe condita, „857-а година от основаването на града“).

## Събития
- Консули в Рим са Секст Субуран Емилиан и Марк Азиний Марцел.